# Zeugophora dimorpha
Zeugophora dimorpha is een keversoort uit de familie halstandhaantjes (Megalopodidae). De wetenschappelijke naam van de soort werd in 1945 gepubliceerd door Judson Linsley Gressitt.